# Ericeia optativa
Ericeia optativa är en fjärilsart som beskrevs av Walker 1858. Ericeia optativa ingår i släktet Ericeia och familjen nattflyn. Inga underarter finns listade i Catalogue of Life.